# Tetracmanthes
Tetracmanthes é um gênero de mariposa pertencente à família Acrolepiidae.